# 杨春光 (1954年)
杨春光（1954年2月—），男，山东苍山人，中华人民共和国政治人物。

## 生平
1969年3月参加工作。1969年到1976年，为山东省临沂沂蒙冶炼厂工人，临沂新华印刷厂工人。1976年到1978年，在山东大学中文系学习，大学普通班学历。1978年5月加入中国共产党。1978年到1984年，历任山东省济南日报社校对、记者、编辑。
1984年到1986年，任中共山东省委组织部办公室干部。1986年到1989年，任中共山东省委组织部正科级巡视员。1989年到1990年，任中共山东省委组织部副处级巡视员。1990年到1995年，任中共山东省委高校工委组织处副处长，中共山东省委高校工委机关党委书记（正处级）。其间，1994年到1995年在中组部组织局帮助工作。
1995年到1996年，任中组部组织局六处干部、正处级调研员。1996年到1998年，挂职担任新疆维吾尔族自治区巴音郭楞蒙古自治州党委副书记。1998年到2000年，任中共宁夏回族自治区党委组织部副部长。2000年到2002年，任中共石嘴山市委副书记。2002年到2003年，任中共石嘴山市委书记。2003年到2007年，任中共石嘴山市委书记，市人大常委会主任。2007年3月，任中共宁夏回族自治区党委宣传部部长。2007年6月到2012年1月，任中共宁夏回族自治区党委常委、宣传部部长。
2012年1月到2014年9月，任国家公务员局党组成员、副局长（副部长级）。2015年11月，任中国海外控股集团党委书记。他是第十二届全国政协委员。